# Alter Bahnhof (Heilbronn)
Alter Bahnhof is een voormalig spoorwegstation in de Duitse plaats Heilbronn. Het stationsgebouw werd in 1848-1849 naar een ontwerp van Karl Etzel in classicistische stijl gebouwd.